# 植木算
植木算（うえきざん）とは、算数の文章題において、物を並べていったときに、並べた個数と間の個数の関係をとらえる特殊算の一種である。

## 概要
- 木を植える間隔や、植える木の本数、並木の長さなどを求める問題。問題が「木」でないこともよくある。
- 殆どの問題は、しっかりと数を数えられれば容易に解ける。個々の問題は決して難しくない。
- 植木算はむしろ、似た問題と混同しないような注意力・観察力が重要とされている（例えば下の例のように、植木が環状なのか直線状なのかなど）。
- 植木算はそのままでは単なる注意力の喚起を問う問題であるが、平面植木算・空間植木算は鳩の巣原理やオイラーの定理と関連し、その一部であるという側面を持つ。

## 公式
- 一直線上に立っていて、両端にもある場合：木の本数＝木の間の数＋1
- 一直線上に立っていて、両端にない場合：木の本数＝木の間の数－1
- 円などの周りに立っている場合：木の本数＝木の間の数

これを用いて解く。

## 例題

### 例題1
42本の木が7m間隔で植えられている並木道がある。木は道の両側にあるとする。このとき、並木道の長さは何mか。
解法
冷静に考えれば難しくない問題である。
1. 道路の片側にある木の数は、42÷2=21本。
2. 21本の木にある「木の間」の数は20個（ここをしっかり考察することが、植木算の重要な点である）。
3. 7×20=140、ゆえに140mが答である。

### 例題2
周囲の長さが300mの池の周りに木を植えることにした。5m間隔で植える場合、木は何本必要か。
解法
300÷5=60で、60本が正解となる。
環状になっているものを直線状にしてみよう。300m上に5m間隔で木を植えるので、当然ながら、61本植えることになる。ところがよく考えてほしい。今回は環状なので、始点と終点が重なることになる。よって60本になる。
慣れたら「環状は除法で解ける」としてスピード回答できるが、物事の本質を理解することは極めて重要であり、抜かしてはならない。

### 例題3
5mの木を1mずつに切り分けたい。1回切るのに5分かかり、1回切るごとに1分休憩すると、何分で切れるか。
解法
2重の植木算になっている。
4回切り、3回休憩するから、5×4+1×3＝23で、答は23分。
別解　
仕事算の考え方を理解することで、1段階上に進むことは十分可能であるので、仕事算を用いて説明していくものとする。
仕事算の考え方については、当該項目を参照されたい。まずは仕事量を検討することができる部分とできない部分(今回ならば休憩分)に分けて考えることにする。
前者であるが、今回は4回で全体(仕事量1)に達する。題意に沿うならば、5分で1/4の仕事量になることから、1分で1/20の仕事量になるといえよう。→Ⓐ
後者であるが、休憩すなわち仕事量0となる。
Ⓐより、20分で仕事量1になる。題意より、答は23分(仕事量0の休憩は無視する)。

## 平面植木算・空間植木算
平面植木算・空間植木算とは広義の植木算の一つである。
直線を分けるのは点であり、平面を分けるのが直線であり、立体（空間）を分けるのが面である。このうち直線を点で分けるのが普通の植木算に当たる。普通の植木算はほとんど自明で、単に注意力を促す問題に過ぎない。しかし広義の植木算がいくつか考えられ、これらは自明とは言い切れない。こうした広義の植木算も合わせて考えなければ、植木算の意味は希薄になろう。

### 平面植木算
平面植木算には、概ね次の3種類がある。
平面植木算1
- 直線（線分）が網目状に分布している、または文字や方眼などを描いているとき、その格子点や辺上の点の数などを求める問題。普通の植木算を複雑にした感がある（人文字など）。

これはグラフ理論（一筆書き・オイラーの多面体定理・四色定理など、つながり具合に関する理論）の一種という側面を持つ。
平面植木算2
- 方眼によってかたどられた長方形の対角線が、いくつの方眼を横切るか。

平面植木算3
- 何本の直線が平面を最大何個に分けるか。
- 円周上にいくつかの定点があるとき、その点どうしをすべて線で結ぶと、最大何個の領域に分けられるか。

### 空間植木算
空間植木算には、
- 空間内に何個かの面があるとき、その面は空間を何個に分けるか。
- 合同な立方体を何個か直方体状に積み上げたものに対して、与えられた平面は何個の立方体を横切るか。

などの問題がある。
平面植木算から「球をいくつの平面で、最大何個に分けられるか」という問題も想定されるが、2006年現在、そのような問題は中学受験の算数には出ていない。

#### 例題
合同な立方体を、縦にa個、横にb個、高さにc個積み上げて直方体を作る。直方体の1つの頂点の隣の3つの頂点を通る平面で切ると、何個の立方体が切断されるか。ただしa,b,cは互いに素である。
解法
(a-1)×(b-1)÷2+(b-1)×(c-1)÷2+(c-1)×(a-1)÷2+(a-1)+(b-1)＋(c-1)+1=(ab+bc+ca-1)÷2